# Yuzhni (Tuapsé)
Yuzhni (del ruso: Южный) es un seló del raión de Tuapsé del krai de Krasnodar, en el sur de Rusia. Está situado en las estribaciones del Cáucaso Occidental, cercano a la orilla nororiental del mar Negro, 5 km al sureste de Tuapsé y 108 km al sur de Krasnodar, la capital del krai. Tenía 539 habitantes en 2010.
Pertenece al municipio Shepsinskoye.

## Historia
El asentamiento de pensiones Yuzhni fue registrado como localidad el 15 de noviembre de 1970.

## Transporte
Junto a Yuzhni hay, desde 1951, una plataforma ferroviaria de la línea Tuapsé-Vesióloye del ferrocarril del Cáucaso Norte. Por la localidad pasa la carretera federal M27 Novorosíisk-frontera abjasa.